# Louis Ménard

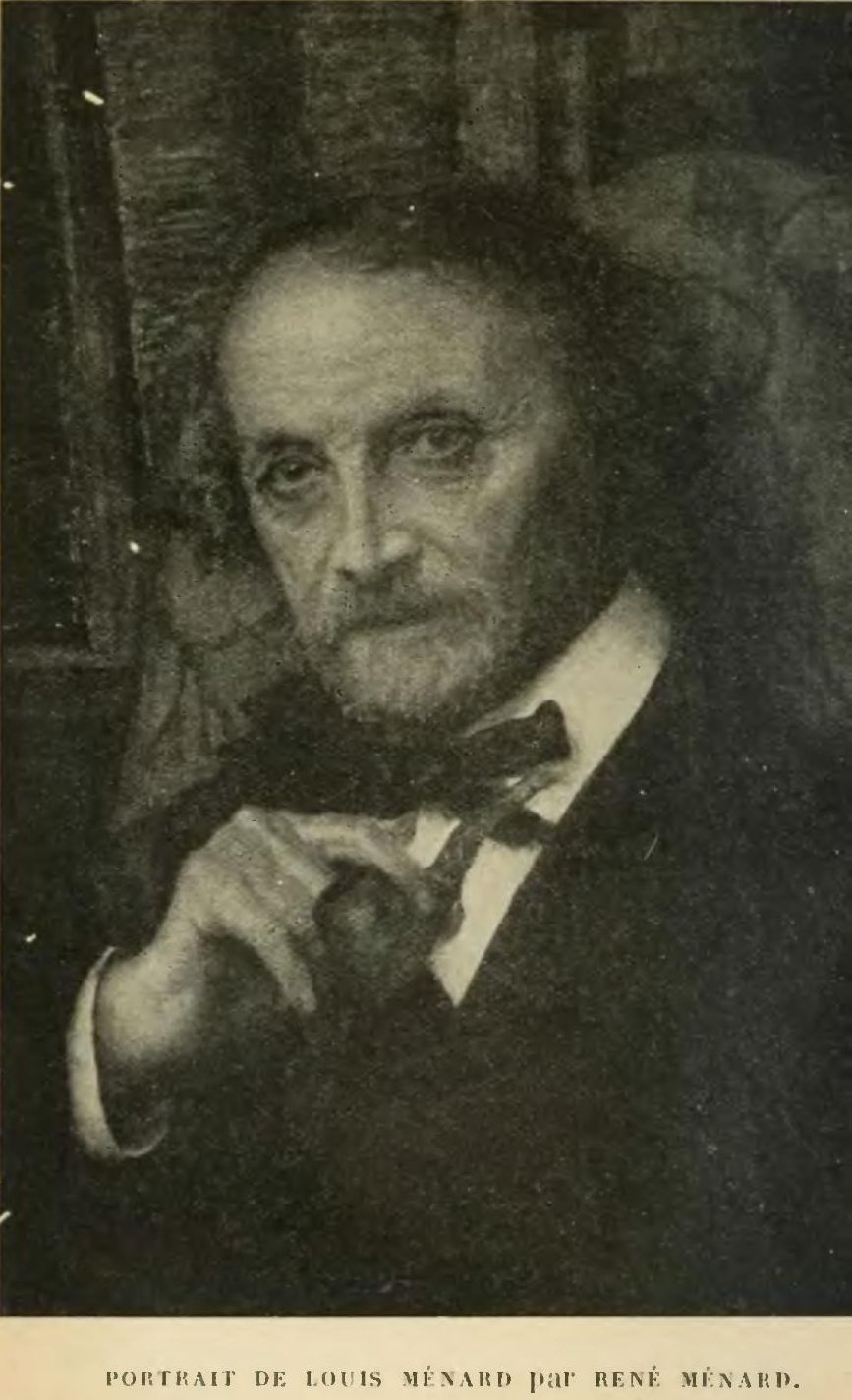
Louis Ménard

Louis Ménard, eigentlich Louis-Nicolas Ménard, (* 19. Oktober 1822 in Paris; † 9. Februar 1901 ebenda) war ein französischer Religionswissenschaftler, Historiker und Chemiker.
Ménard war der Onkel des symbolistischen Malers Émile-René Ménard.
Seine Schulzeit absolvierte Ménard u. a. am Lycée Louis-le-Grand, wo er der Mitschüler von Charles Baudelaire war.
Mit 21 Jahren konnte Ménard 1843 mit seiner Übersetzung des „Prometheus“ debütieren. Er veröffentlichte seine Übersetzung von „Prometheus unbound“ von Percy Bysshe Shelley unter dem Pseudonym Louis de Senneville. Da aber der Erfolg kein recht großer war, beschäftigte sich Ménard in der nächsten Zeit mit Naturwissenschaften, speziell mit Chemie. Bei seinen Experimenten entdeckte er 1846 das Kollodium, das aber in seinem Wert weder von ihm noch von anderen erkannt wurde.
Politisch engagiert und interessiert, war Ménard Parteigänger der Sozialisten. Er nahm an der Februarrevolution 1848 teil und wegen seines Pamphlets „Prologue d’un révolution“ musste er ins Exil – zuerst nach London, später nach Brüssel, wo er u. a. die Bekanntschaft mit Karl Marx machte.
1852 konnte Ménard wieder nach Paris zurückkehren. Ab dieser Zeit beschäftigte er sich sehr mit der griechischen, römischen und vor allem auch der indischen Antike. Er teilte dieses Interesse mit Charles Leconte de Lisle, mit dem er sich mit diesen philosophischen und theologischen Theorien auseinandersetzte. Ideen dieses Synkretismus finden sich dann auch später in seinen Werken; z. B. „Rêveries d’un paien mystique“.
Ungefähr ab 1886 wandte sich Ménard der Malerei zu und schloss sich dem Maler Théodore Rousseau an. Heute zählt Ménard deshalb auch zum Umfeld der Schule von Barbizon. Jules Breton, ebenfalls Maler, brachte Ménard mit den Parnassiens zusammen, denen sich dieser dann ebenfalls anschloss. Alphonse Lemerre nahm einige Gedichte Ménards in die später berühmt gewordene Anthologie Le Parnasse contemporain mit auf.
Nach dem Krieg 1870/71 während der Pariser Kommune, ging Ménard wieder ins Exil und verfasste dort mehrere Pamphlete, um diese zu verteidigen. Nach einigen Jahren wieder zurückgekehrt, betraute man Ménard mit einem Lehrauftrag an der École des Arts décoratifs und 1895 beförderte man ihn zum „Professor für Universalgeschichte“.

## Werke (Auswahl)
Belletristik
- Prométhée délivré. 1844 (Übersetzung von Prometheus unbound)
- Poèmes. 1855

Sachbücher
- Études sur les origines du christianisme. 1894
- Histoire des grecs. 1884
- Lettres d’un mort. Opinions d’un paien sur la société moderne. 1895
- La religion et philosophique en Égypte. 1899
- Rêveries d’un paien mystique.
- Symbolique des religions anciennes et modernes. 1897